# Nagyenyedi református temető
A nagyenyedi református temető az Őrhegy déli oldalában található, ahol a Bethlen Gábor Kollégium sok neves tanára nyugszik.

## Nevezetes halottai
- Pápai Páriz Ferenc (1649–1716) tanár, az orvoslás és a filozófia doktora
- I. Kováts József (1732—1795) filozófia- és matematikaprofesszor, iskolaigazgató
- Herepei Ádám (1756—1814) históriaprofesszor és jeles szónok
- Köteles Sámuel (1770–1831) filozófus, államtudós, az MTA rendes tagja
- Vajna Antal (1804–1876) református gimnáziumi igazgatótanár
- Mihályi Károly (1808–1880) kollégiumi tanár, filozófus, klasszika filológus, az MTA levelező tagja
- Zeyk Miklós (1810–1854) természettudós, tanár, magyar honvéd, a magyar gyorsírás úttörője
- Hegedüs János (1821–1894) teológiai tanár, református presbiter
- Garda József (1833–1899) teológiai tanár
- id. Jékely Lajos (1833–1919), Áprily Lajos apja[1]
- Nagy Lajos (1838–1914) iskolaigazgató, rektorprofesszor*
- Kasza Dániel (1822–1873) természettudományok tanára, rektorprofesszor[2]
- Kovács Ödön (1844–1895) teológiai doktor, református teológiai tanár
- Gáspár János (1849–1928) a kollégium főgondnoka
- Fogarasi Béla (Albert) (1851–1945) filológus, történész,főgimnáziumi igazgató
- Bartha Zsigmond (1855–1925) a matematika-fizika és természettan professzora
- Farnos Dezső (1860–1922) tanár, irodalomtörténész.
- Lázár István (1861–1915) református főgimnáziumi tanár, néprajzkutató
- Fejes Áron (1866–1929) a tanítóképző igazgatója, a kollégium rektorprofesszora
- Elekes Viktor (1880–1957) földrajz-történelem tanár, rektorprofesszor
- Kónya Gyula (1880–1942) görög-latin szakos tanár
- Szász Árpád (1904–1997) a rajz és szépírás tanára
- Vita Zsigmond (1906–1998) irodalom- és művelődéstörténész, bibliográfus
- Molnár Árpád (1913–1971) filozófiatanár, szerkesztő
- dr. Garda Kálmán (1913–1963) a kollégium főgondnoka
- Marx Artúr (1927–1991) biokémikus[3]
- Décsey Károly teológiai professzor, 1862–1881 között tanított a kollégiumban
- II. világháborús honvédemlékmű, állította 2007-ben a Tordai Honvéd Hagyományőrző Bizottság és a Dr. Szász Pál Egyesület

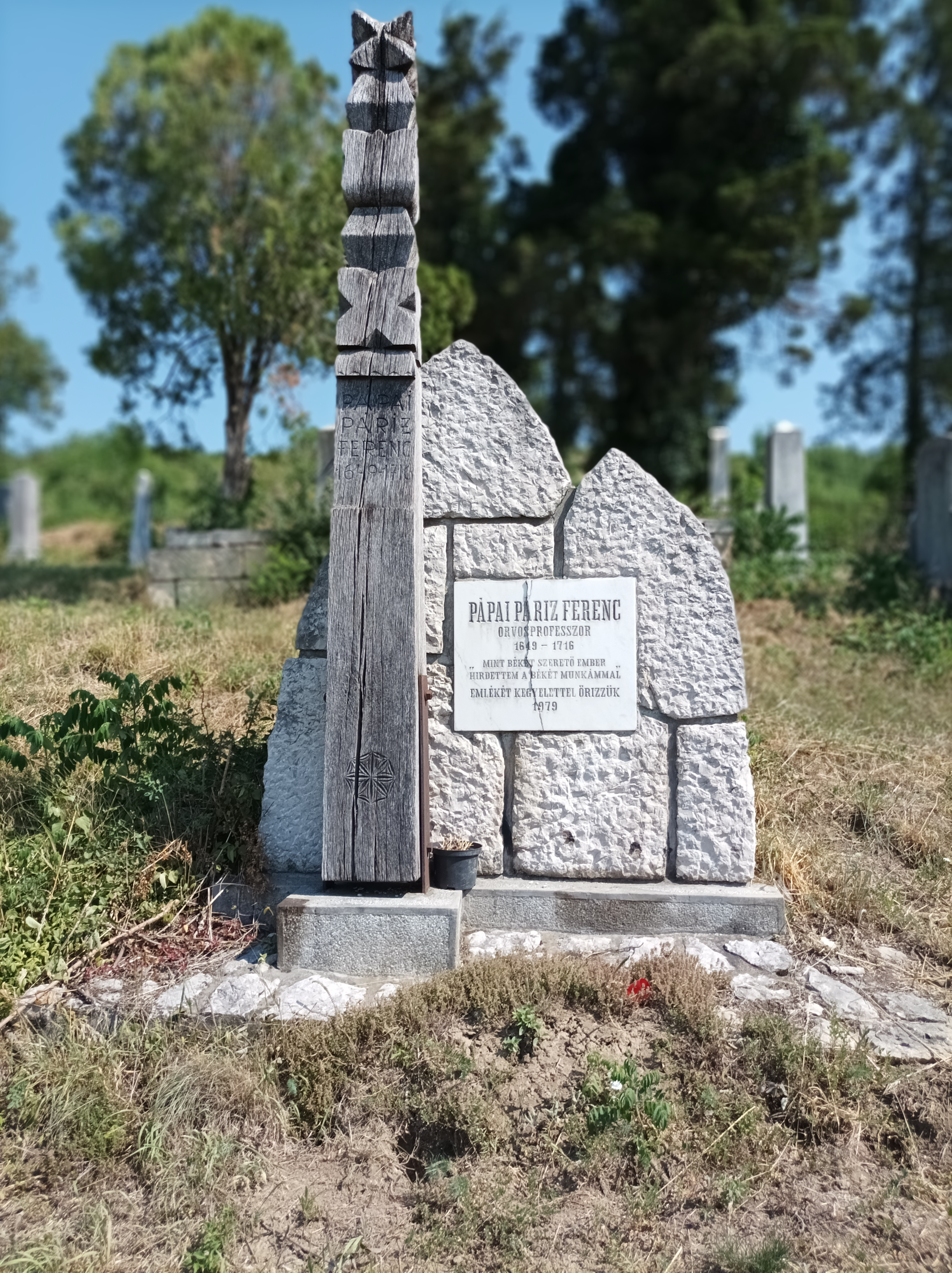
Pápai Páriz Ferenc
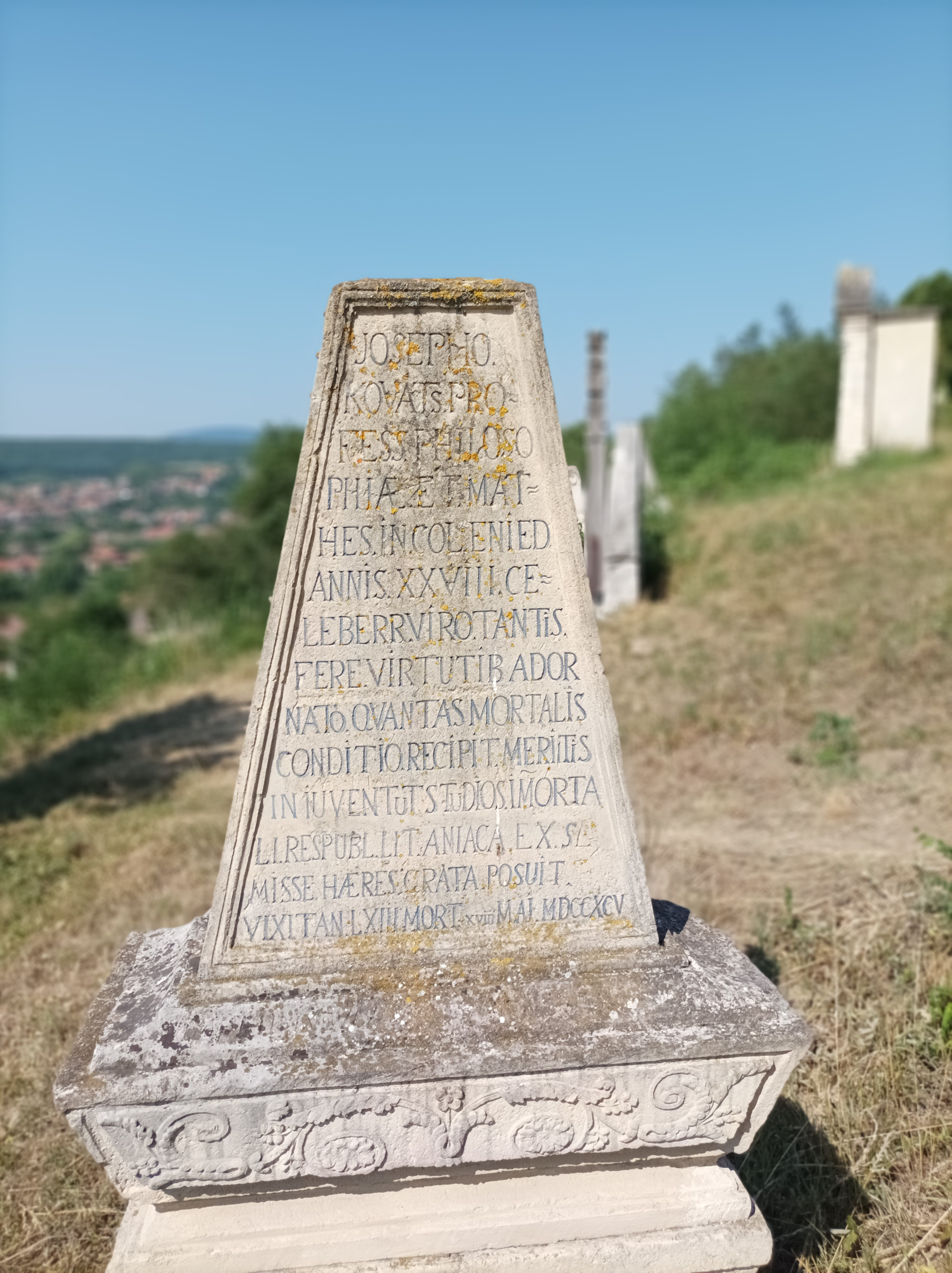
I. Kováts József
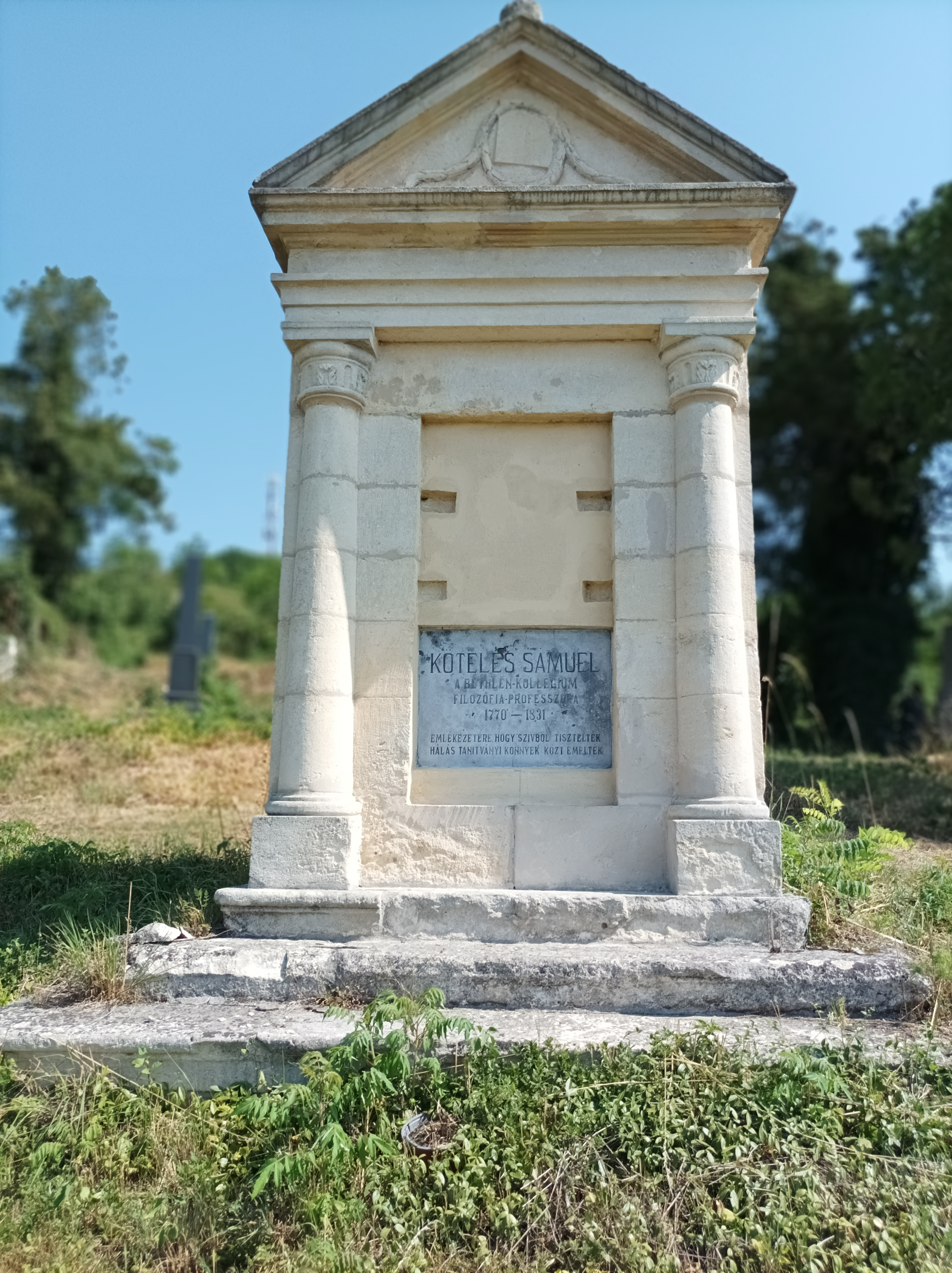
Köteles Sámuel
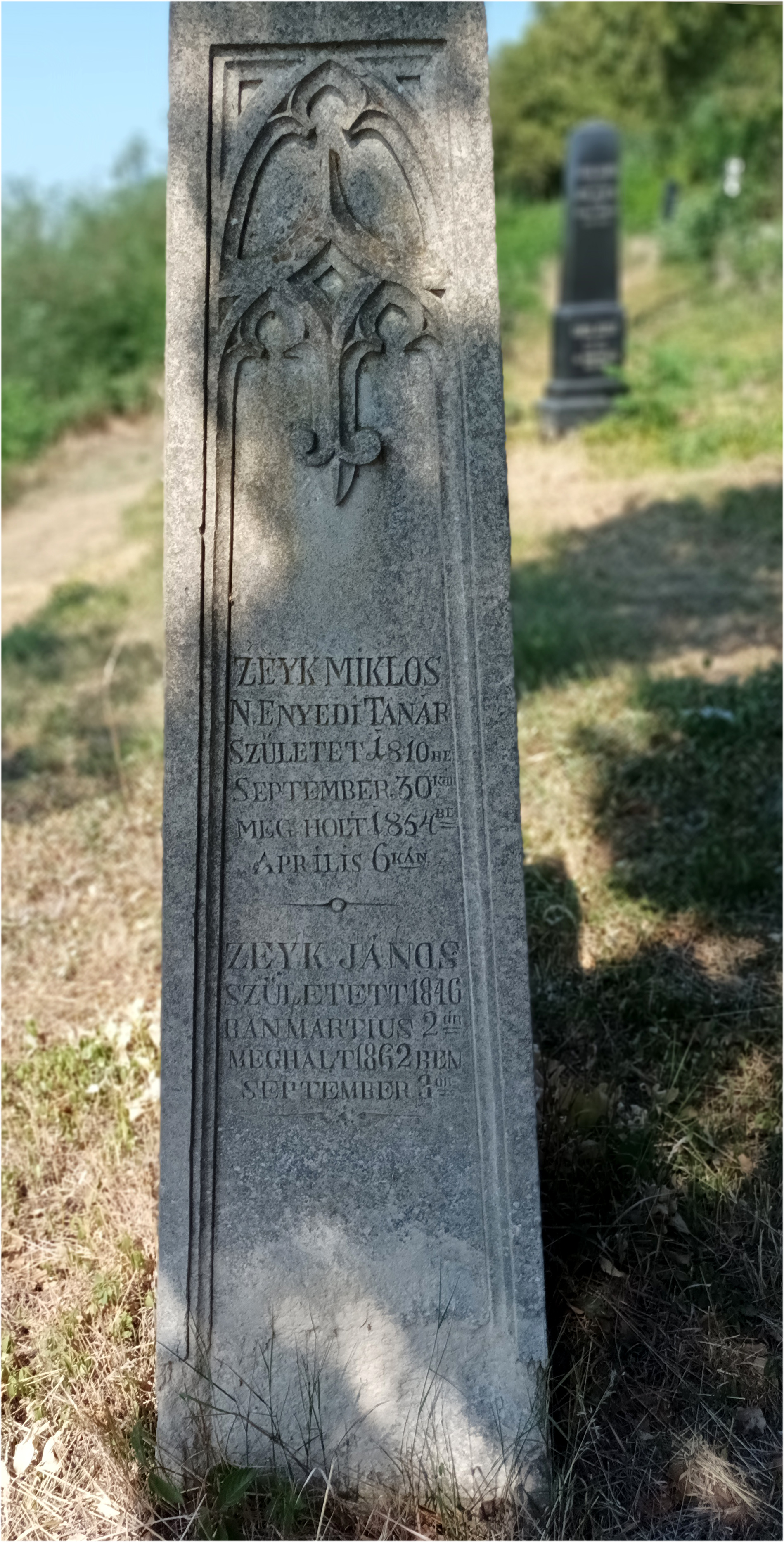
Zeyk Miklós